# Musée de la Chartreuse
Ne doit pas être confondu avec Musée de la Grande Chartreuse.
Le musée de la Chartreuse à Douai dans le Nord-Pas-de-Calais est le musée des beaux-arts de la ville installé dans un ensemble de bâtiments historiques et qui rassemble dans ses murs plus de 10 000 œuvres réunies à partir de la Révolution grâce à des dons et des achats successifs.

## Historique
Édifié par Jacques d'Abancourt en style Renaissance, pierre et brique, sur l'emplacement de la maison du « Colombier », l'hôtel d'Abancourt (1559) avec sa tour ronde fut agrandi en 1608 par Jean de Montmorency qui construisit en équerre un bâtiment dans le même style avec une tour carrée. Acquis en 1623 par les Prémontrés de Furnes, il fut revendu aux chartreux en 1662. Ceux-ci créèrent la chartreuse Saints-Joseph-et-Morand de Douai, en activité jusqu'à la Révolution. Durant cette période, les Chartreux construisirent la salle capitulaire et le petit cloître (1663), le réfectoire (1687), le bâtiment dit du prieur (1690), un grand cloître et les cellules, sur un terrain adjacent, qui ont été démolis au XIXe siècle, et une chapelle en style jésuite (1700-1722) non encore restaurée. Devenue bâtiment militaire à la Révolution, endommagée par les bombardements de 1944, la Chartreuse fut rachetée en 1951 par la ville pour y installer à partir de 1958 le musée des Beaux-Arts dont les bâtiments anciens avaient été détruits par la guerre en même temps que le lycée de garçons dont ils étaient voisins.
Ce musée regroupe plusieurs bâtiments datant des XVIIe et XVIIIe siècles. Sur la gauche se trouve l'hôtel d'Abancourt-Montmorency construit entre 1559 et 1608 et de style Renaissance flamande. Construite dans le style classique au début du XVIIIe siècle, l'église des Chartreux se compose d'une vaste nef et de cinq chapelles latérales.
Après une campagne de restauration qui aura duré six ans, l'église des Chartreux ouvre ses portes pour y découvrir ses collections de sculptures et objets d'art. La nef abrite la collection de sculptures du XIXe siècle. Les cinq chapelles latérales sont consacrées à la présentation des objets d'art dont l'orfèvrerie médiévale, une série de bronzes et de terres cuites de Jean de Bologne, originaire de Douai. Cet ancien couvent fait l’objet d’un classement au titre des monuments historiques depuis juin 1930.

## Donateurs
- Théophile Bra
- le docteur Escalier donne en 1857 un ensemble de 176 tableaux flamands et hollandais
- Foucques de Wagnonville lègue en 1877 au musée sa collection dont plusieurs statues de Giambologna (Jehan de Boulogne)
- Henri Duhem lègue 61 tableaux en 1937 dont 14 de ses tableaux, 35 de son épouse Marie Duhem et 12  de leur fils Rémy Duhem[3].
- Jean-Baptiste Fortier laisse une somme d'argent permettant l'achat d'œuvres de Véronèse, Rubens et Gustave Courbet
- Le docteur Philippe Denis lègue une importante collection de tableaux d'Eugène Carrière en 2013

## Les collections

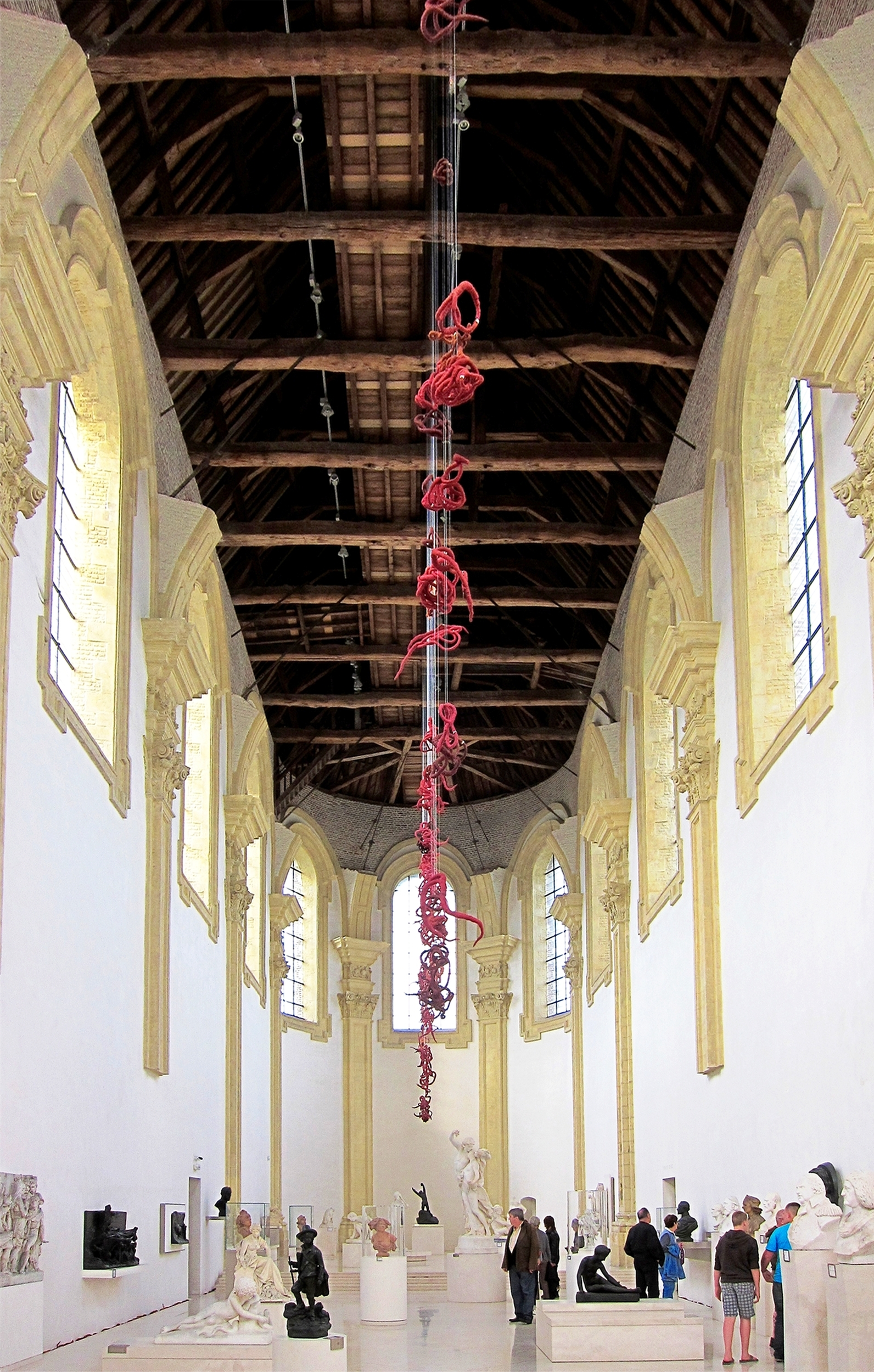
La salle des sculptures dans la nef

Plus de 10 000 œuvres font partie des collections du musées. Leur présentation dans les salles du musée suit un parcours chronologique qui retrace l'évolution de l'art européen du Moyen Âge à l'époque moderne.
La collection de peinture présente des œuvres de différentes écoles de peinture européennes à travers les époques.
- La peinture flamande et hollandaise est abondamment représentée avec les œuvres du Maître de la Manne, Jean Bellegambe (plusieurs grands polyptyques de cet artiste natif de Douai), Jan van Scorel (le grand Polyptyque de Marchiennes), Marinus van Reymerswaele, Cornelis van Haarlem (La Corruption du monde avant le déluge et Le Baptême du Christ), Hans von Aachen, Jan Sanders van Hemessen, Hendrick Goltzius, Abraham Govaerts, Joos de Momper, Salomon de Bray, Jacob Jordaens, Jan Fyt, Pieter Jansz Saenredam (Intérieur de l'église Sainte-Marie d'Utrecht, 1637), Abraham Mignon, David Teniers le Jeune (Scène de Sabbat, 1633), Gerrit Berckheyde (Vue de la Spaarne à Haarlem), Jacob van Ruisdael (Forêt, 1660-1670), Jan Weenix (Scène de chasse, vers 1700).
- La peinture italienne est notamment représentée par des œuvres de Gherardo Starnina, Luca Cambiaso, Giorgio Vasari, Paul Véronèse, Ludovico Carracci (La Flagellation), Cavalier d'Arpin, Pietro della Vecchia, Gioacchino Assereto, Giovanni Francesco Romanelli, Alessandro Magnasco (trois peintures dont Saint Augustin et l'enfant à la coquille), Giovanni Paolo Pannini, etc. Lavinia Fontana figure dans la collection par son Portrait d'un gentilhomme, sa fille et une servante.
- La peinture française ancienne est illustrée par des œuvres de Charles Le Brun (Portrait équestre de Louis XIV), François de Troy, Nicolas de Largillierre, Jean-Marc Nattier, Jean Siméon Chardin et Jean-Baptiste Greuze.
- Le riche ensemble de peintures du XIXe siècle, notamment françaises, comprend des œuvres de Jacques-Louis David, Eugène Delacroix, Gustave Courbet, Pierre Billet[4], Louis-Léopold Boilly, Eugène Fromentin (Une rue à El-Hagouat, vers 1860), Jean-Baptiste Corot, Eugène Boudin, Johan Barthold Jongkind, Armand Guillaumin,Hector Hanoteau, Pierre-Auguste Renoir, Alfred Sisley, Camille Pissarro, Henri-Edmond Cross, Eugène Carrière ou encore Albert Lebourg.
- Pour la peinture du XXe siècle, on retrouve des artistes comme Maurice Denis, Raoul Dufy, Othon Friesz, Pierre Bonnard, Robert Bouquillon.

### Quelques œuvres présentées

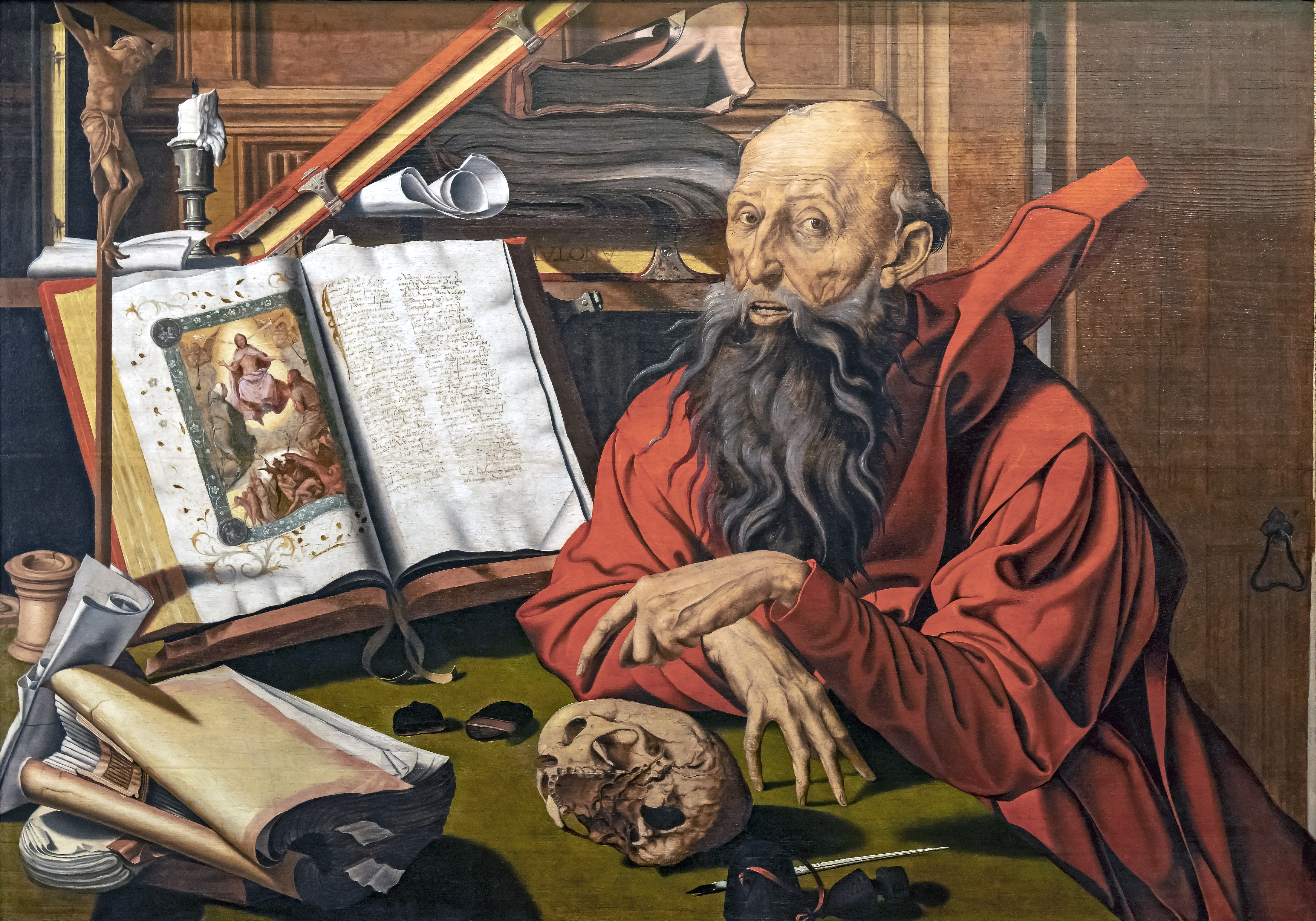
Saint Jérôme méditant
Marinus van Reymerswaele

- Saint Jérôme pénitent (1500-1550) de Bartholomaeus Bruyn le Vieux (1493-1555)
- La Déposition de la Croix (vers 1550) de Giorgio Vasari (1511-1574)
- Portrait de femme (vers 1565) de Paul Véronèse (1528-1588)
- Saint Jérôme méditant (1540) de Marinus van Reymerswaele
- La Flagellation du Christ de Ludovico Carrache, huile sur toile
- La Vierge protectrice des Cisterciens de Jehan Bellegambe, huile sur bois (XVIe siècle)
- La Réflexion de Gustave Courbet, huile sur toile (1864)
- Nuit d'hiver en Artois d'Émile Breton, huile sur toile (1874)
- Le Jardin de roses à Monaco de Henri-Edmond Cross, huile sur toile (1884)
- Le Four des Maures de Henri-Edmond Cross, huile sur toile (1906)
- Meule sur les bords du Loing d'Alfred Sisley, huile sur toile (1890)
- Les Amis de Fontvieille de Félix Labisse, huile sur toile (1945)
- Instituto de arte moderno Paraguay 665 de Félix Labisse, affiche entoilée
- La mort d'Abel d'Alexandre Descatoire, sculpture
- Polyptyque de Marchiennes de Jan van Scorel, peint au XVIe siècle pour l'Abbaye de Marchiennes[5].
- Polyptyque d'Anchin de Jehan Bellegambe
- La Récolte de la Manne, par le Maître de la Manne (v.1470)
- Éliézer et Rébecca, de Salomon de Bray (1re moitié du XVIIe siècle)
- Nature morte de Jean Siméon Chardin

### Deux MNR au Musée de la Chartreuse de Douai
Le musée de la Chartreuse de Douai conserve deux tableaux dits « MNR », "Musées Nationaux Récupération". Pour en savoir plus, voir le pdf en lien:
- Adriaen Brouwer (Oudenarde 1605- Anvers 1638), La fête au village, huile sur bois, 52x83 cm, inv. MNR 417
- Jan Fyt (Anvers 1611-1671), Lièvre mort, huile sur toile, 62x42 cm, inv. MNR 504

### Les œuvres disparues et les œuvres restituées au musée de Douai

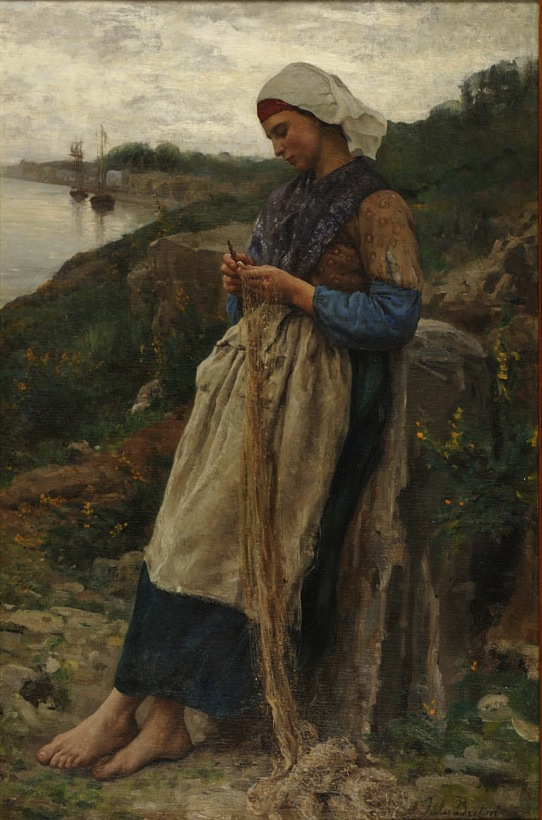
Jules Breton, Fille de pêcheur, 1878.

Au cours des deux guerres mondiales, les collections du musée de Douai ont connu des déplacements, des vols et des destructions. Ainsi, à la fin de la Première Guerre mondiale, le conservateur compte 217 œuvres disparues. Le bombardement du 11 août 1944 détruit plus de 30.000 pièces du musée.
Depuis quelques années, certaines œuvres réapparaissent.
Ainsi, le tableau Une Fille de pêcheur de Jules Breton (1876) a été restitué à la ville de Douai en 2011.
Le tableau Après la lecture d'Alix de Laperrelle-Poisson (1865) a été restitué.

## Conservateurs
- Auguste-Joseph Demonteville de l'origine, 1795, à une date inconnue.
- Jacques Guillouet de 1952 à 1980
- Françoise Baligand de 1980 à 2006
- Anne Labourdette de 2007 à 2020
- Pierre Bonnaure, directeur, depuis 2020[7]

## Expositions temporaires
Douai, d'un siècle à l'autre. L'exposition, présentait le plan d'aménagement de la ville de Douai dressé en 1948 par les architectes Alexandre Miniac (1885-1963) et Petit, à l'initiative du Ministère de la Reconstruction et de l'Urbanisme.
- 2001-2002 : exposition monographique Henri Le Sidaner.
- 2002-2003 : exposition monographique Léon Spilliaert
- 2003 : La vie économique à Douai du XIIe au XXIe siècle, du drap… à l’automobile
- 2003 - 2004 : Edmond Aman-Jean, Songes de femmes
- 2004 : Au cirque, le peintre et le saltimbanque[8].
- 2005 : Icônes de l’ancienne Byzance, Trésors du musée de Recklinghausen
- 2006 : Vie et mort à la collégiale Saint-Amé, 28 janvier - 30 avril 2006[9]
- 2006 : Félix Labisse
- 2006- 2007 : Gravures des anciens Pays – Bas
- 2007 : Jean Bellegambe, un nouveau regard : histoire d’une restauration
- 2008 : Les orfèvres de Lille, Styles et formes (1650 – 1798)
- 2008 : Derain, sculpteur et photographe
- 2008- 2009 : Miroir, La métaphore de l’objet
- 2009 : Autopsie d'une fouille (Douai- Place Carnot) : du soin des corps au souci des âmes
- 2009 : Henri Martin, du rêve au quotidien
- 2009 - 2010 : Marceline Desbordes-Valmore
- 2010 : Achille Laugé, le point, la ligne, la lumière
- 2011 : Edgar Maxence, les dernières fleurs du symbolisme
- 2011 : Le polyptyque de Marchiennes, Histoire d’une restauration
- 2012 : C'était Douai au début du XXe siècle
- 2012 : Le Baroque en Flandres
- 2012 : Albert Bouquillon
- 2013 - 2014 : Corot dans la lumière du Nord.
- 2014 : Sauve qui veut. Des musées mobilisés, 1914-1918, (du 29 mars au 6 juillet 2014), voir en ligne: . Pour en savoir plus sur cette question, consulter le catalogue de l'exposition du musée de la Chartreuse et les recherches de Christina Kott[10].

## Fréquentation
Fréquentation annuelle 

36 503 (2001)
33 471 (2002)
36 451 (2003)
29 644 (2004)
28 570 (2005)
24 563 (2006)
43 128 (2007)
56 413 (2008)
61 049 (2009)
47 689 (2010)
44 612 (2011)
40 581 (2012)
56 931 (2013)
41 072 (2014)
37 928 (2015)
32 654 (2016)
22 121 (2017)